# Conacul Keresztes-Eperjesi din Mica
Conacul Keresztes-Eperjesi (în maghiară Keresztes–Eperjesi-kúria) este situat în județul Mureș, la 30 de km de municipiul Târgu Mureș, în localitatea Mica. Este monument istoric, codLMI  MS-II-m-B-15719 și este folosit ca sediu pentru primăria comunei Mica.

## Istoric și trăsături
Conacul Hilibi Gál (cunoscut și sub denumirile de conacul Keresztes sau conacul Eperjesi) a fost construit în secolul al XVIII-lea. Este un edificiu cu etaj, pătrat, prevăzut cu un turn poligonal sud-vestic. Primul proprietar cunoscut al conacului a fost contele Márton József Keresztes, comitele comitatului Târnava. În a doua jumătate a secolului al XVIII-lea conacul a intrat în posesia familie Gál de Hilib, familie care l-a deținut până în anul 1949, când imobilul a fost naționalizat, fiind transformat în sediul autorității administrației publice Mica. La mijlocul secolului al XIX-lea clădirea a fost modificată în stil eclectic-romantic. Cu această ocazie conacului i-a fost lipit un turn poligonal sud-vestic. Tot în această perioadă a fost amenajată terasa de pe latura sudică a clădirii și grădina istorică.

## Imagini

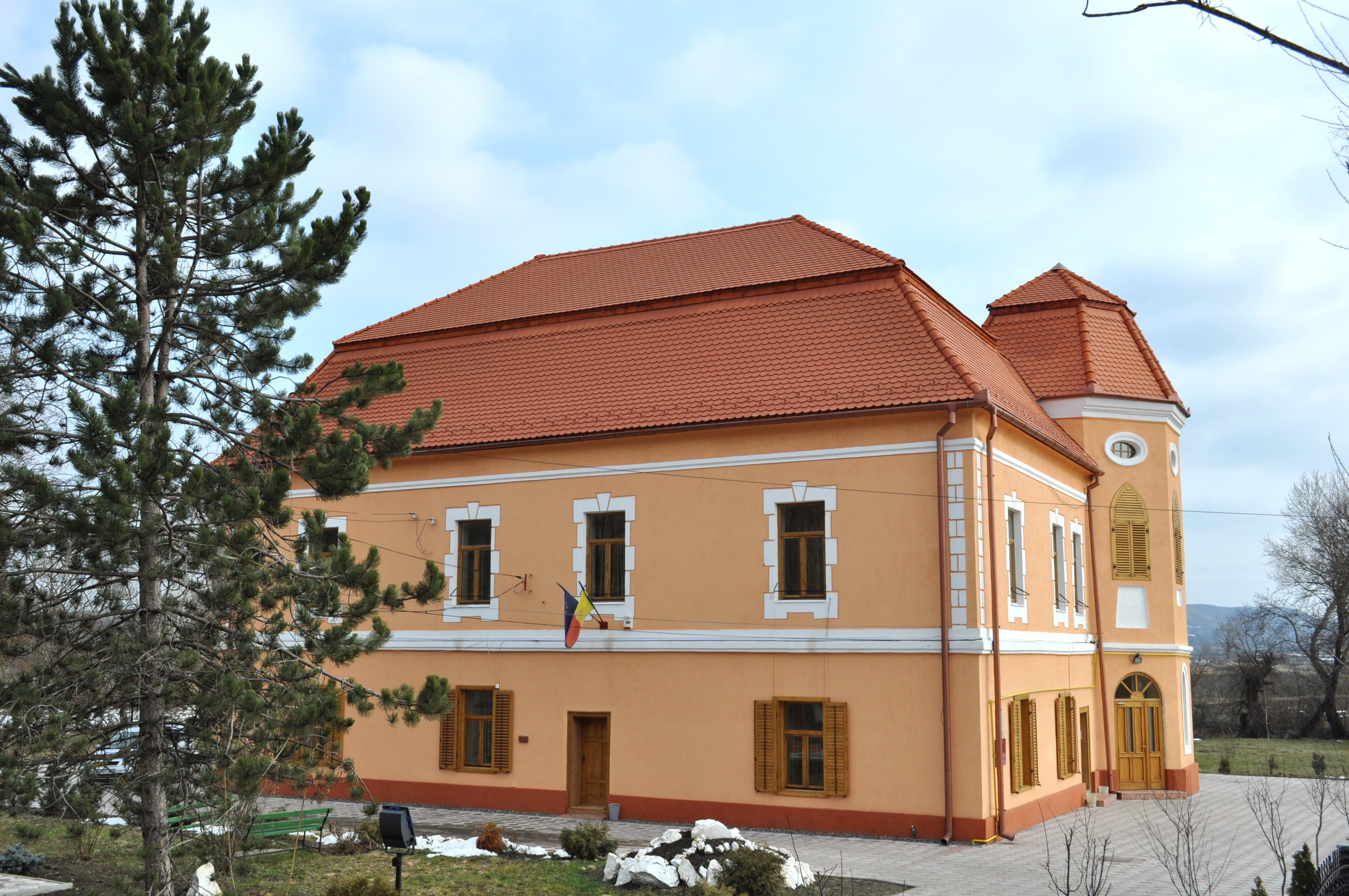
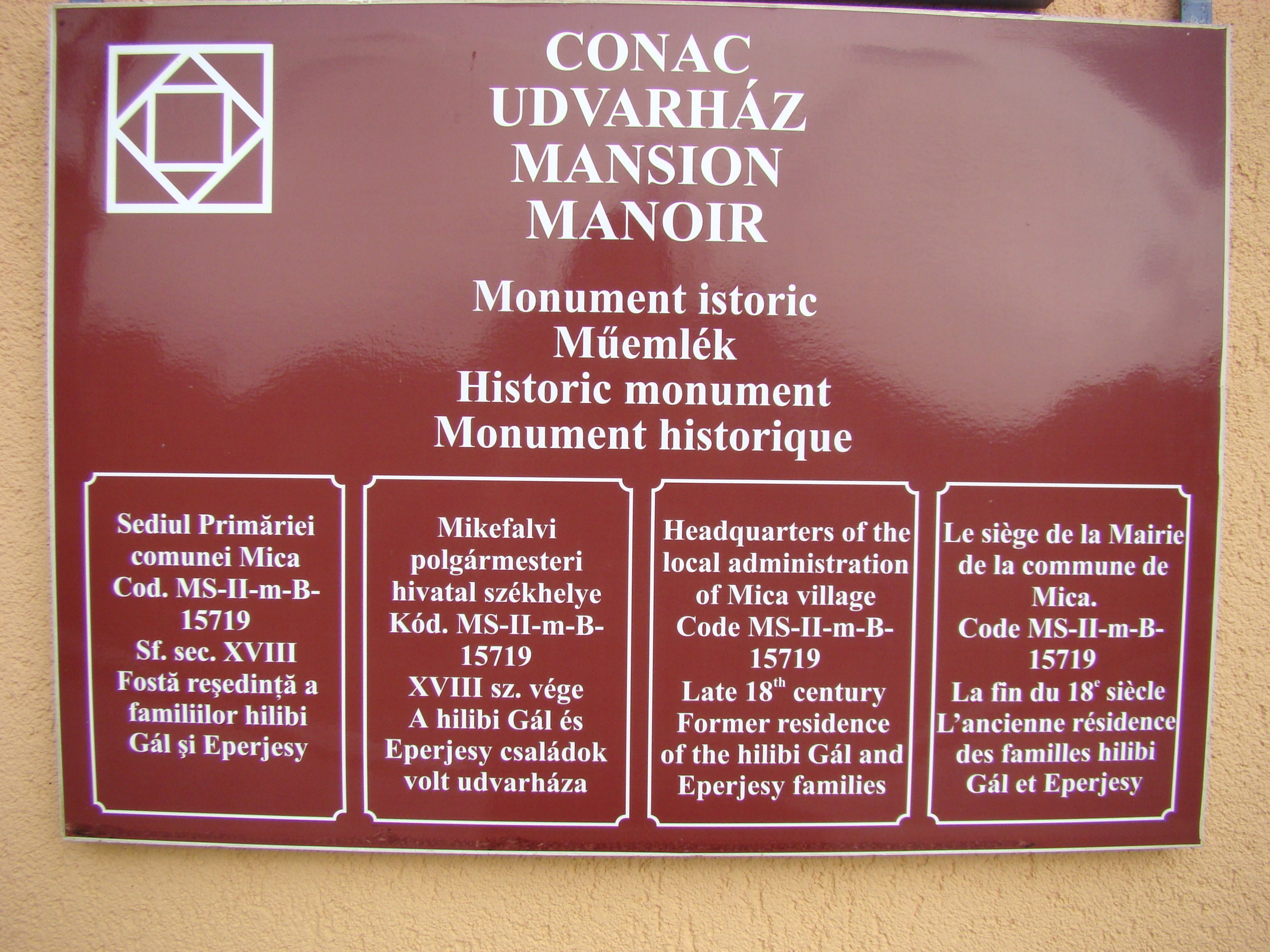
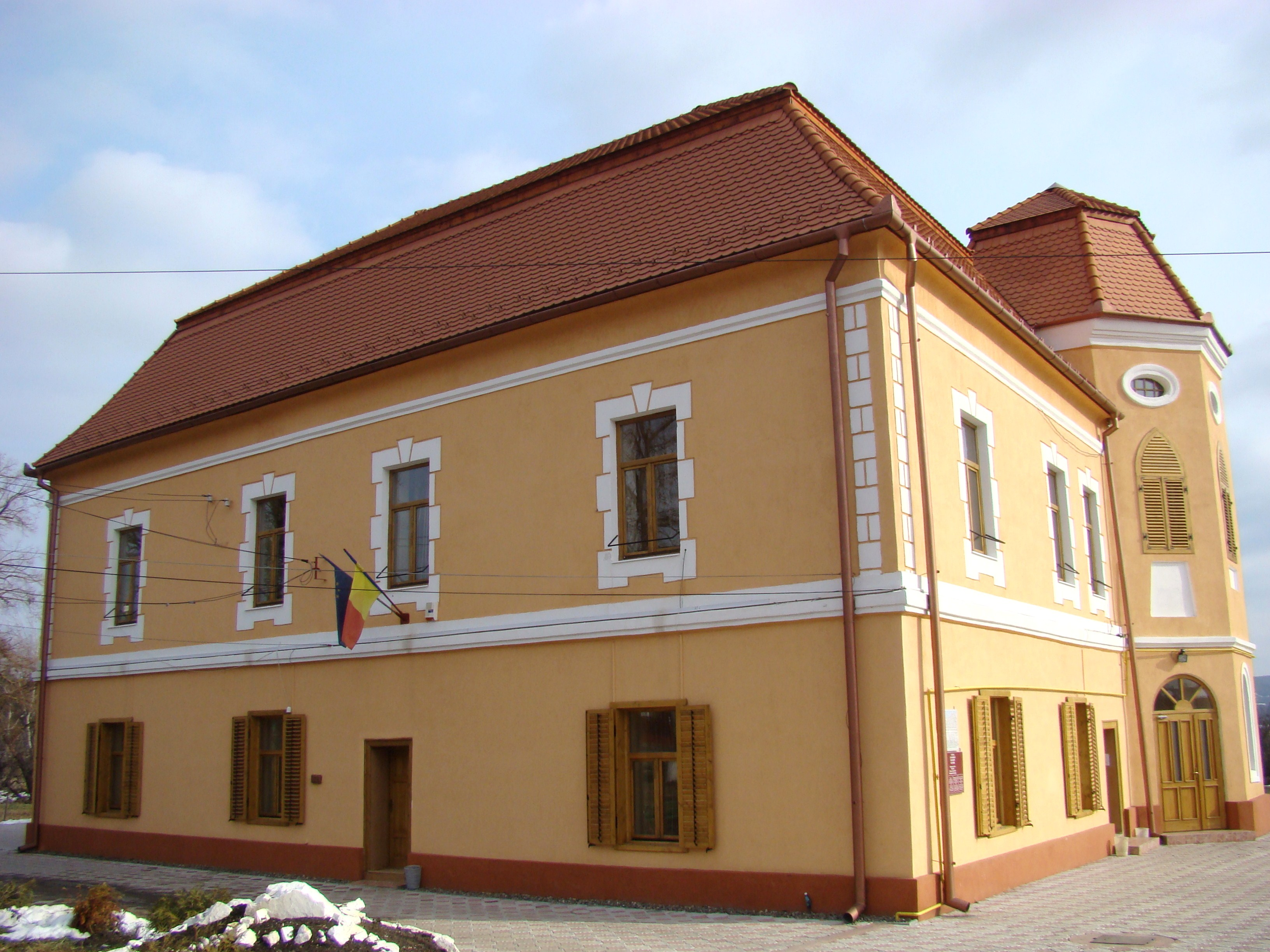
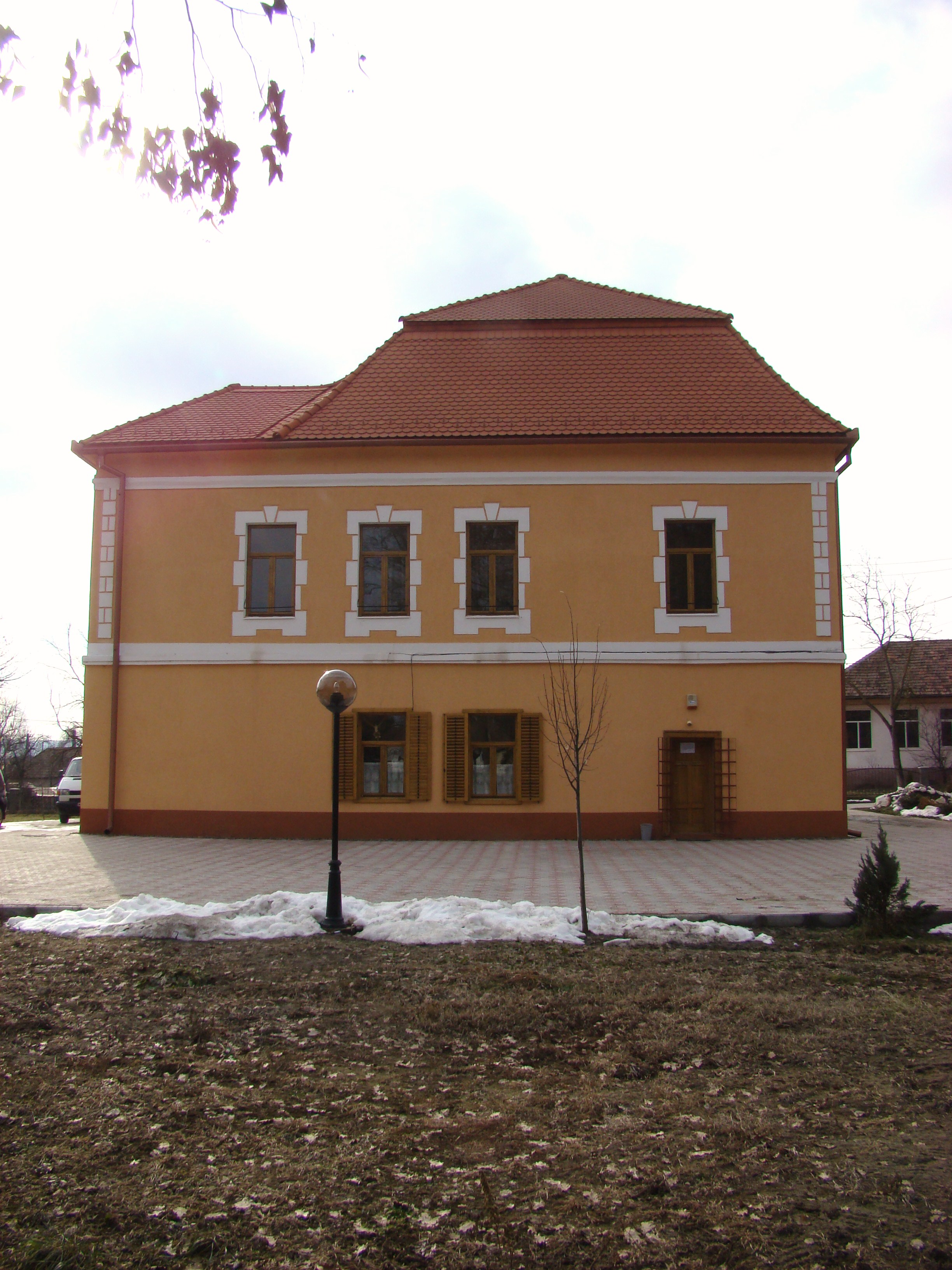
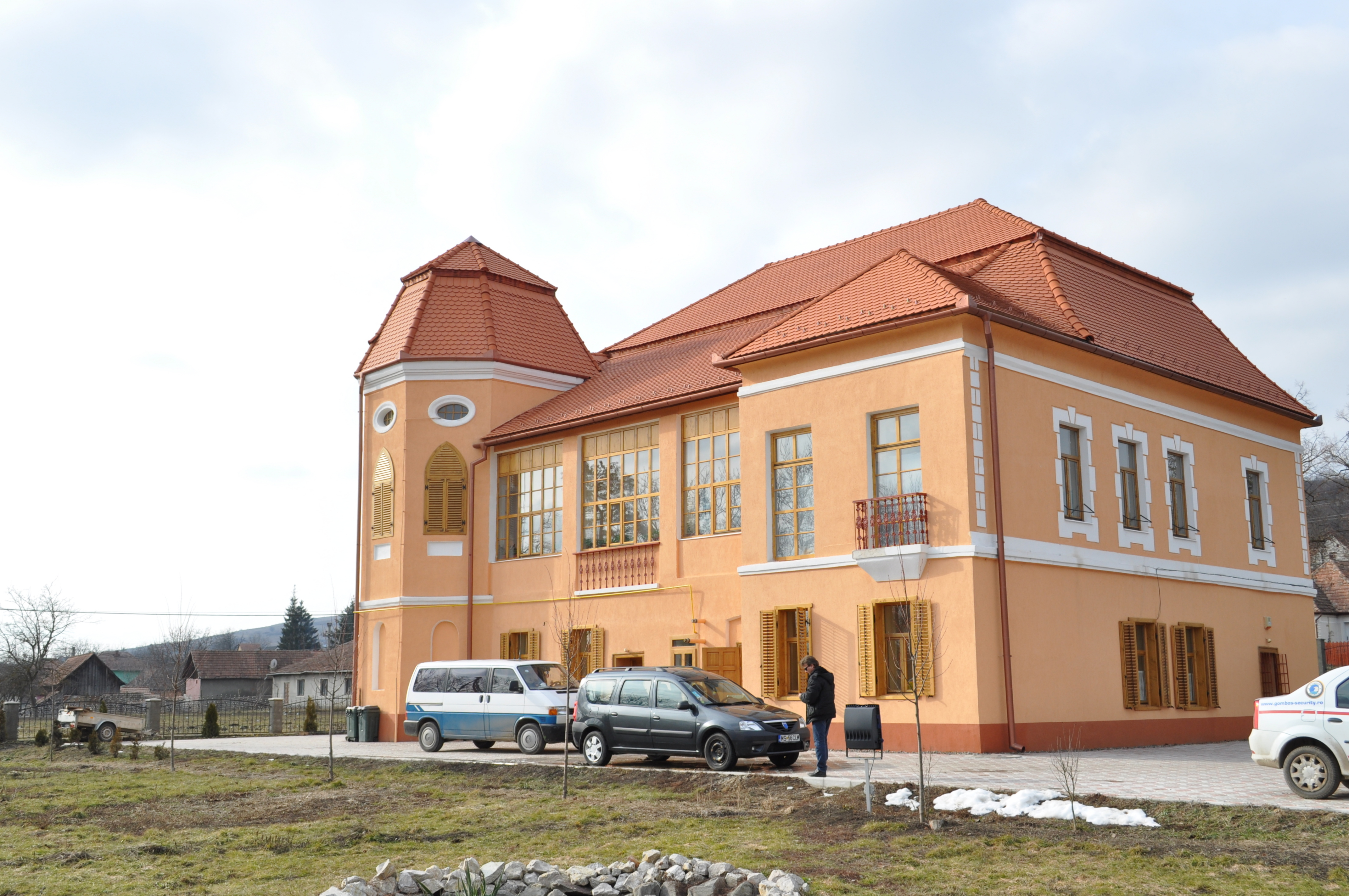
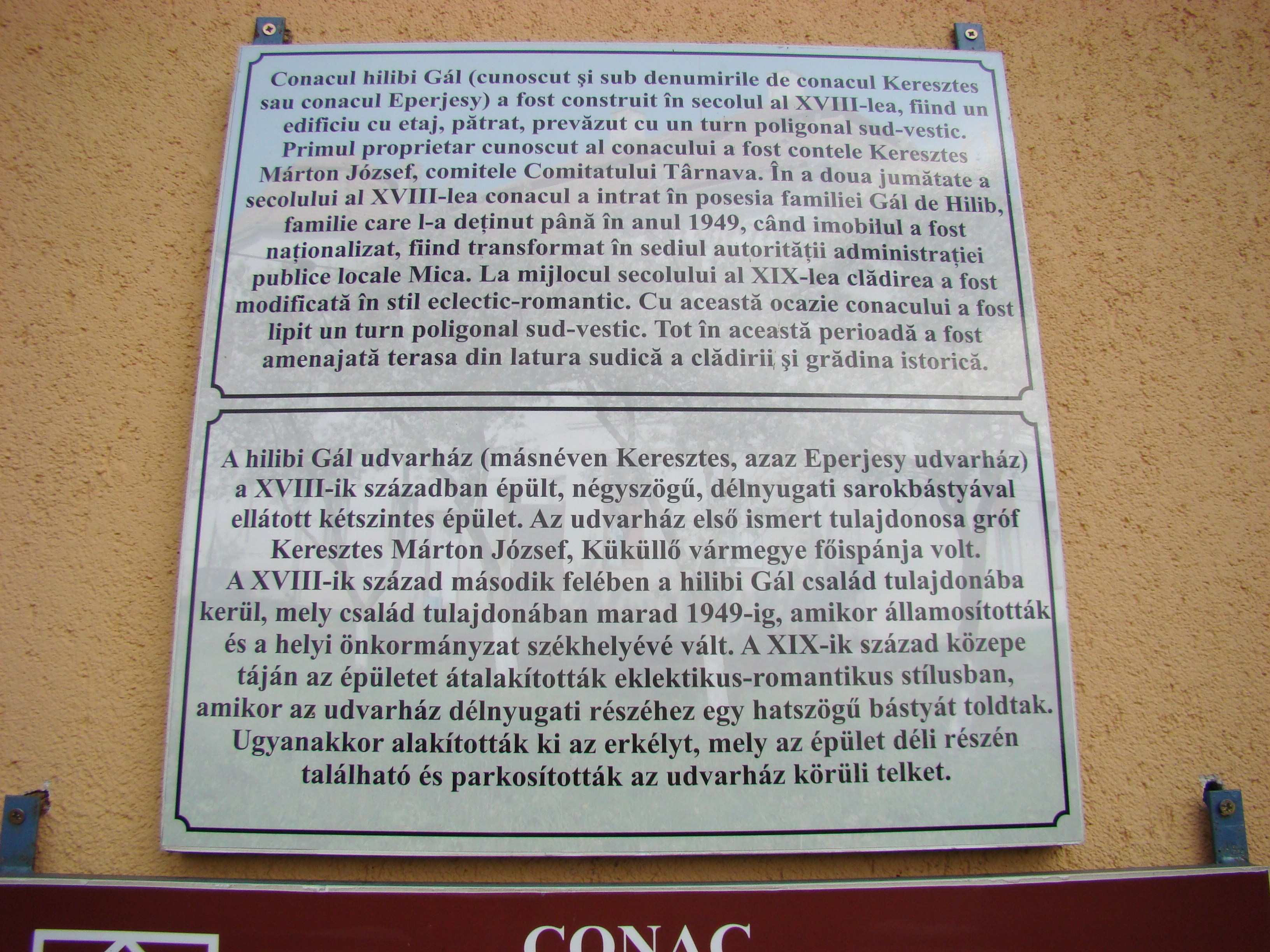